# Kristin Halvorsen

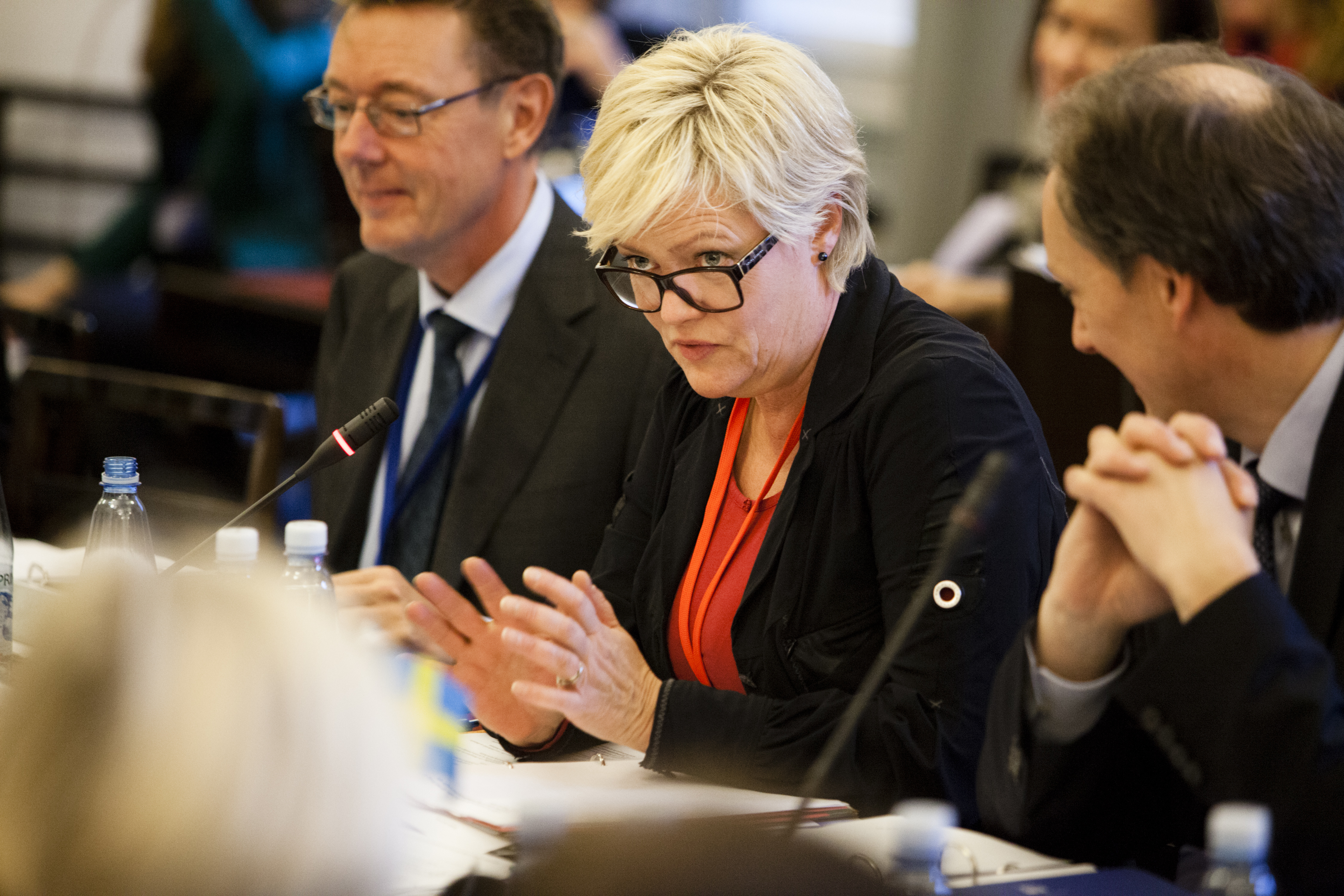
Kristin Halvorsen

Kristin Halvorsen (* 2. September 1960 in Horten) ist eine norwegische Politikerin der Sozialistischen Linkspartei (SV). Nach der Parlamentswahl 2013 zog sie sich aus der aktiven Politik zurück.

## Leben
Halvorsen studierte Sozialpädagogik und Kriminologie. Sie trat 1982 der Jugendorganisation der Sozialisten (Sosialistisk Ungdom) bei und war deren Vorsitzende von 1984 bis 1986. Sie wurde 1985 Mitglied der SV und war deren Vorsitzende von 1997 bis 2012. Bereits 2011 hatte Halvorsen ihren Rücktritt vom Parteivorsitz für März 2012 angekündigt, nachdem die SV bei der Kommunal- und Fylkestingswahl deutliche Verluste hatte hinnehmen müssen. Sie war Mitglied des Storting von 1989 bis 2013, u. a. als Mitglied im Außenpolitischen Ausschuss, im Wahlausschuss und in der Delegation für die Verbindungen zum Europaparlament. 
Kristin Halvorsen bildete bis 2012 mit  Jens Stoltenberg (Sozialdemokraten) und Liv Signe Navarsete (Zentrumspartei) die Führungsspitze einer Dreiparteienregierung. Von 2005 bis 2009 war Halvorsen Finanzministerin, am 20. Oktober 2009 wechselte sie ins Wissenschaftsministerium, zuständig für Schulen und Kindergärten, während Tora Aasland für Forschung und Hochschulen verantwortlich zeichnete. Am 23. März 2012 übernahm Halvorsen auch Aaslands Zuständigkeitsbereich.
Ihr Verbraucheraufruf, israelische Waren zu boykottieren, sorgte Anfang 2006 für Wirbel im In- und Ausland.